# Madeleine Horn-Monval
Madeleine Horn-Monval, née le 12 mars 1886 à Paris (Île-de-France) et morte le 3 février 1972 à Herblay-sur-Seine (Val-d'Oise), est une bibliothécaire et historienne française. Spécialiste de l'histoire du théâtre, elle a administré le Fonds théâtral Auguste Rondel.

## Biographie
Fille du moliériste Georges Monval, Madeleine Horn-Monval est la petite-fille du peintre Prosper Lafaye et petite-nièce de l'écrivain François Coppée par sa mère, Ève Marie Madeleine Lafaye. Elle suit ses études secondaires au collège Sévigné.
À la suite de son mariage avec Charles Horn, conseille du Commerce extérieur, le couple s'installe en Allemagne. De retour en France au moment de la déclaration de la Première Guerre mondiale, son mari est tué au front en 1915. Devenant enseignante au même collège Sévigné, elle obtient un diplôme de licence, avant d'intégrer la Comédie-Française comme bibliothécaire. En 1920, Auguste Rondel, riche financier et collectionneur, lègue à l'État ses 300 000 documents consacrés à l'art du spectacle. Conservé dans un premier temps à la Comédie-Française, le fonds est transféré, en 1925, à la bibliothèque de l'Arsenal. Madeleine Horn-Monval travaille alors aux-côtés de Rondel pour effectuer un important travail d'inventaire. À la mort de Rondel, elle poursuit cette tâche, aidée alors de sa sœur Marcelle, associé d'une communication auprès des chercheurs, faisant de la bibliothèque de l'Arsenal, au travers de la constitution de ce fonds documentaire, « l'un des plus grand [sic] foyers de recherche théâtrale du monde ».
Parallèlement à sa carrière de conservatrice des bibliothèques, Madeleine Horn-Monval entreprend un important travail scientifique sur l'histoire du théâtre. Elle sélectionne l'iconographie pour l'Histoire générale illustrée du Théâtre de Lucien Dubech, publiée entre 1931 et 1934 en cinq volumes. Elle entreprend l'écriture du Répertoire bibliographique des traductions et adaptations françaises du théâtre étranger : du XVe siècle à nos jours, publié en sept volumes aux éditions du CNRS, couronné par l'Académie française en 1965. Elle est nommée membre du Comité directeur de la Société d'Histoire du théâtre en 1948, puis vice-présidente de cette même société le 12 mars 1955.

## Publications
- « La grande machinerie théâtrale et ses origines », Revue d'Histoire du Théâtre, no 36,‎ 1957, p. 291-308
- « Auguste Rondel (1858-1934), à l'occasion du centenaire de sa naissance », Revue de la Société d'histoire du théâtre, vol. 4,‎ octobre-décembre 1958, p. 370-379 (ISSN 0035-2373)
- Répertoire bibliographique des traductions et adaptations françaises du théâtre étranger : du XVe siècle à nos jours, Paris, Centre national de la recherche scientifique, 1958-1967
  - Théâtre grec antique  (préf. Julien Cain), t. 1, Paris, Centre national de la recherche scientifique, 1958, 123 p.
  - Théâtre latin médiéval et moderne, t. 2, Paris, Centre national de la recherche scientifique, 1959, 112 p. (lire en ligne)
  - Théâtre italien. Opéras italiens (livrets), t. 3, Paris, Centre national de la recherche scientifique, 1960, 179 p. (lire en ligne)
  - Théâtre espagnol. Théâtre de l'Amérique latine. Théâtre portugais, t. 4, Paris, Centre national de la recherche scientifique, 1961, 127 p.
  - Théâtre anglais. Théâtre américain, t. 5, Paris, Centre national de la recherche scientifique, 1963, 284 p.
  - Théâtre allemand, autrichien, suisse, t. 6, Paris, Centre national de la recherche scientifique, 1964, 178 p.
  - Théâtre scandinave (danois, norvégien, suédois), flamand, hollandais, pays nordiques (Estonie, Finlande, Islande, Lettonie, Lituanie), t. 7, Paris, Centre national de la recherche scientifique, 1965, 85 p.
  - Théâtre des pays slaves et autres pays européens. Théâtres des pays d'Asie et d'Afrique. Addenda au théâtre américain, t. 8, Paris, Centre national de la recherche scientifique, 1967, 260 p.
  - Index général des auteurs dramatiques étrangers traduits et cités dans les huit tomes du répertoire, t. 9, Paris, Centre national de la recherche scientifique, 1967, 31 p.
- « Un historien du théâtre, le "Moliériste" Georges Monval, à l'occasion du cinquantième anniversaire de sa mort », Revue de la Société d'histoire du théâtre, no 46,‎ juillet 1960, p. 137-146 (ISSN 0035-2373)
- Les traductions françaises de Shakespeare : à l'occasion du 4e centenaire de sa naissance, 1564-1964, Paris, Centre national de la recherche scientifique, 1963, 104 p. (lire en ligne)

## Distinction
- Chevalier de la Légion d'honneur en 1947[2]
- Prix Saintour de l’Académie française en 1965